# Sobekhotep III
Sobekhotep III sconosciuto (fl. XVIII-XVII secolo a.C.) è stato un sovrano egizio inserito nella XIII dinastia.
Secondo il Canone Reale si tratta del ventesimo sovrano.

## Biografia

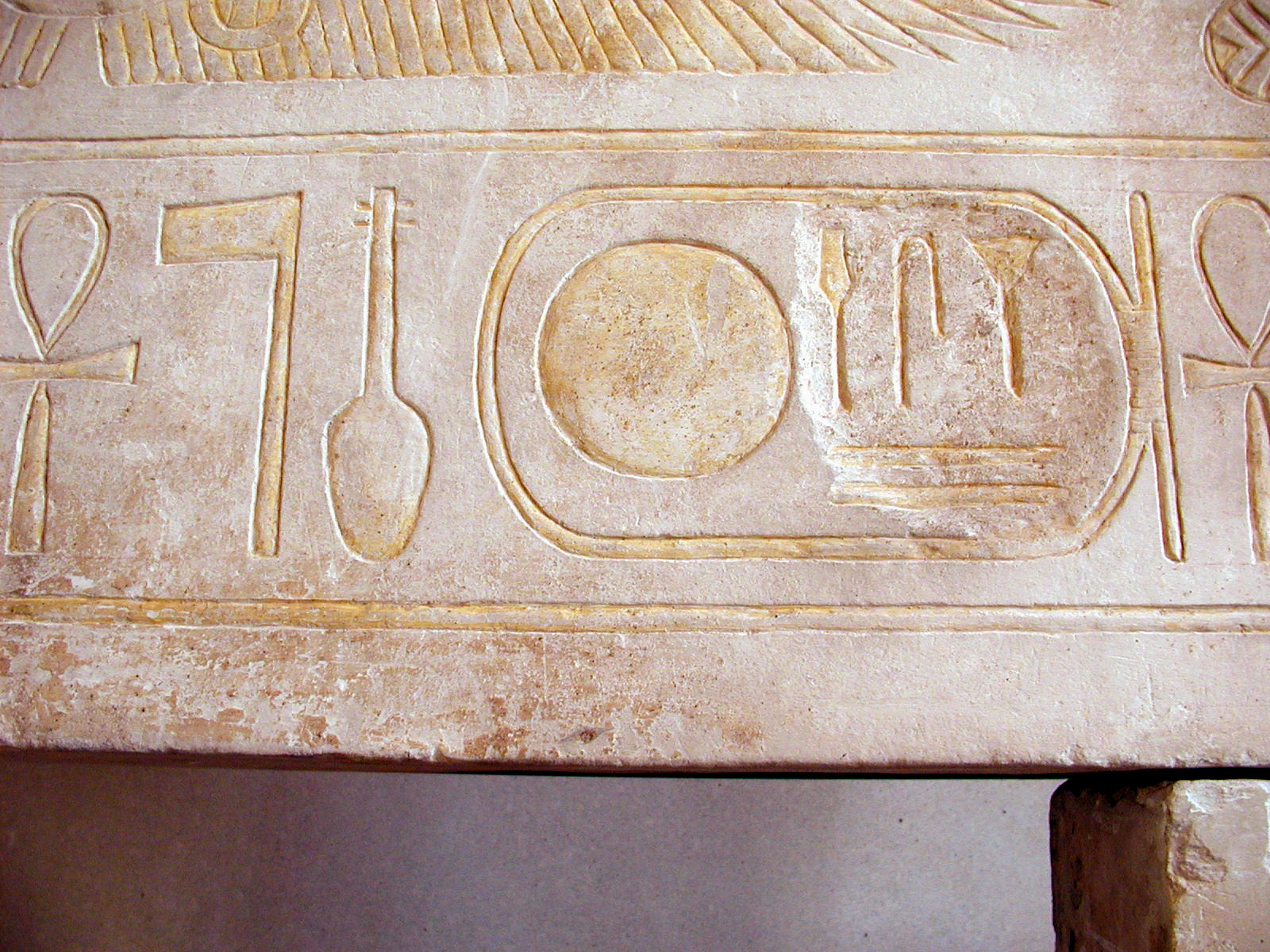
Frammento di architrave con il prenomen Sobekhotep III. Museo del Louvre, Parigi

Come altri sovrani di questa dinastia Sobekhotep III non era, probabilmente, di stirpe regale. Infatti i nomi dei genitori, Mentuhotep e Yauheyebu, che compaiono in numerose iscrizioni, sono privi di titolatura. Sobekhotep III ebbe due mogli, Senebhenas e Neni.
Tracce delle sue attività edilizie sono riscontrabili in un'area molto vasta che va da Ity Tawy, tradizionale residenza del sovrano, all'isola di Sehel, all'altezza della prima cateratta del Nilo.

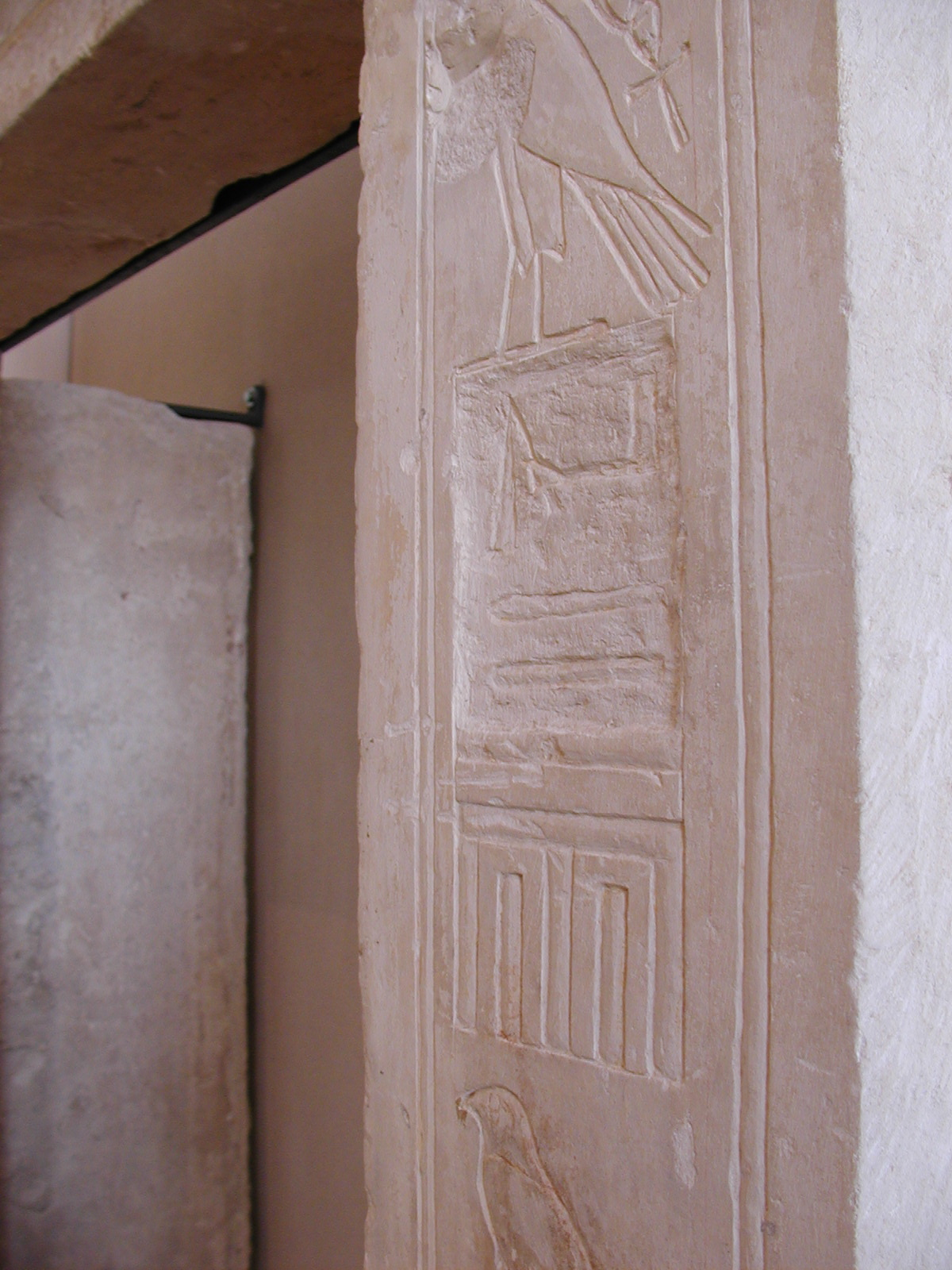
Stipite di porta recante il serekht di Sobekhotep III, Khutawy. Museo del Louvre, Parigi

Al regno di questo sovrano sono attribuiti il papiro Bulaq 18, che contiene note su introiti e spese della corte durante un mese di visita a Tebe, papiro che getta luce sull'organizzazione della corte ed il Papiro di Brooklyn che riporta un lungo elenco di servi della corte tra i quali compaiono 45 asiatici, prova questa che la presenza di genti provenienti dal Medio Oriente era già notevole anche prima del periodo hyksos.
È probabile che questo sovrano, escludendo il 6º distretto dell'Basso Egitto abbia regnato su tutto l'Egitto.

## Liste reali
| N5 | Y8 | D28 | HASH | I3 | R4 · p · t |

| N5 | Y8 | D28 | HASH | I3 | R4 · p · t |

| N5 | Y8 | D28 | HASH | I3 | R4 · p · t |

| N5 | Y8 | D28 | HASH | I3 | R4 · p · t |

| N5 | Y8 | D28 | HASH | I3 | R4 · p · t |

| N5 | Y8 | D28 | HASH | I3 | R4 · p · t |

| N5 | Y8 | D28 | HASH | I3 | R4 · p · t |

| N5 | Y8 | D28 | HASH | I3 | R4 · p · t |

| N5 | S42 | S29 | M13 | N17 · N17 |

| N5 | S42 | S29 | M13 | N17 · N17 |

| N5 | S42 | S29 | M13 | N17 · N17 |

| N5 | S42 | S29 | M13 | N17 · N17 |

| N5 | S42 | S29 | M13 | N17 · N17 |

| N5 | S42 | S29 | M13 | N17 · N17 |

| N5 | S42 | S29 | M13 | N17 · N17 |

| N5 | S42 | S29 | M13 | N17 · N17 |

## Titolatura
| G5 |

| G5 |

| D43 · N17 · N17 |

| D43 · N17 · N17 |

| D43 · N17 · N17 |

| D43 · N17 · N17 |

| D43 · N17 · N17 |

| D43 · N17 · N17 |

| D43 · N17 · N17 |

| D43 · N17 · N17 |

| G16 |

| G16 |

| N28 · D36 | G17 | S42 | Z1 · I9 |

| N28 · D36 | G17 | S42 | Z1 · I9 |

| G8 |

| G8 |

| R4 · D2 · Z1 | C10 |

| R4 · D2 · Z1 | C10 |

| M23 · X1 | L2 · X1 |

| M23 · X1 | L2 · X1 |

| N5 | S42 | s | M13 | N17 · N17 |

| N5 | S42 | s | M13 | N17 · N17 |

| N5 | S42 | s | M13 | N17 · N17 |

| N5 | S42 | s | M13 | N17 · N17 |

| N5 | S42 | s | M13 | N17 · N17 |

| N5 | S42 | s | M13 | N17 · N17 |

| N5 | S42 | s | M13 | N17 · N17 |

| N5 | S42 | s | M13 | N17 · N17 |

| G39 | N5 |

| G39 | N5 |

| I4 | R4 · p · t |

| I4 | R4 · p · t |

| I4 | R4 · p · t |

| I4 | R4 · p · t |

| I4 | R4 · p · t |

| I4 | R4 · p · t |

| I4 | R4 · p · t |

| I4 | R4 · p · t |

## Datazioni alternative
| Autore | Anni di regno         |
| ------ | --------------------- |
| Ryholt | 1749 a.C. - 1742 a.C. |
| Grimal | 1745 a.C.             |
| Franke | 1708 a.C. - 1705 a.C. |